# Маджа (река)
Маджа (устар. Межа) — река в России, протекает в Республике Коми. Впадает в протоку реки Вычегды. Длина реки — 99 км, площадь водосборного бассейна — 1330 км².

## Притоки
- 10 км: река без названия
- 22 км: Ягъю
- 36 км: Северная Расья
- 43 км: Крутэшор
- 45 км: Лэпъю
- 53 км: Изъёль
- 69 км: Веръю
- 86 км: Маджавож

## Данные водного реестра
По данным государственного водного реестра России относится к Двинско-Печорскому бассейновому округу, водохозяйственный участок реки — Вычегда от истока до города Сыктывкар, речной подбассейн реки — Вычегда. Речной бассейн реки — Северная Двина.
Код объекта в государственном водном реестре — 03020200112103000018327.